# Geometra dieckmanni
Geometra dieckmanni là một loài bướm đêm trong họ Geometridae.